# Andranik Adamian
Andranik Adamian, orm. Անդրանիկ Ադամյան, ros. Андраник Адамян (ur. 22 stycznia 1952 w Leninakanie, Armeńska SRR) – ormiański piłkarz, grający na pozycji napastnika, trener piłkarski.

## Kariera piłkarska

### Kariera klubowa
W 1976 rozpoczął karierę piłkarską w drużynie Szirak Leninakan. W 1979 zakończył karierę piłkarza.

## Kariera trenerska
Po zakończeniu kariery piłkarza rozpoczął pracę szkoleniowca. W 1990 stał na czele rodzimego klubu Szirak Giumri. Również trenował młodzieżową reprezentację Armenii. W lutym 2002 został powołany na stanowisko selekcjonera narodowej reprezentacji Armenii. 26 lipca 2002 został zmieniony przez Oscara Lópeza. Potem ponownie pracował z młodzieżową drużyną oraz w Sziraku. W lutym 2003 ponownie objął prowadzenie narodowej reprezentacji Armenii, ale wkrótce został zwolniony i potem kontynuował pracę jedynie w klubie. W kwietniu 2005 zmienił stanowisko na dyrektora sportowego Sziraka.

## Sukcesy i odznaczenia

### Sukcesy trenerskie
Szirak Giumri
- mistrz Armenii: 1992, 1994, 1999
- wicemistrz Armenii: 1993, 1995/96, 1997, 1998, 2002
- brązowy medalista Mistrzostw Armenii: 2000, 2003
- finalista Pucharu Armenii: 1993, 1994, 1999
- zdobywca Superpucharu Armenii: 1996, 1999, 2003
- finalista Superpucharu Armenii: 1998

### Odznaczenia
- tytuł Zasłużonego Trenera Armenii